# Олександрівка (Каланчацька селищна громада)
Олекса́ндрівка — село в Україні, у Каланчацькій селищній громаді Скадовського району Херсонської області. Населення становить 1075 осіб.

## Історія
Перші відомості про поселення датуються 1820 роком.
24 лютого 2022 року село тимчасово окуповане російськими військами під час російсько-української війни.

## Населення
Згідно з переписом УРСР 1989 року чисельність наявного населення села становила 1049 осіб, з яких 493 чоловіки та 556 жінок.
За переписом населення України 2001 року в селі мешкало 1027 осіб.

### Мова
Розподіл населення за рідною мовою за даними перепису 2001 року:
| Мова       | Відсоток |
| ---------- | -------- |
| українська | 95,35 %  |
| російська  | 3,72 %   |
| молдовська | 0,47 %   |
| гагаузька  | 0,19 %   |
| угорська   | 0,09 %   |